# Manas (poema)
L'Epopea di Manas è il poema epico del popolo kirghiso. Manas è il nome dell'eroe. Il poema, trasmesso per tradizione orale, articolato in oltre mezzo milione di versi è in proporzione oltre venti volte il numero dei versi che compongono l'Iliade e dell'Odissea sommati insieme e circa il doppio del Mahābhārata. Il poema racconta le gesta di Manas, dei suoi discendenti e seguaci. Le battaglie contro gli insediamenti dei Kitai e degli Oirati costituiscono il tema centrale del poema.
Sebbene il poema sia già menzionato nel XV secolo, la prima versione scritta è datata al 1858.
L'epica è la colonna portante della letteratura kirghisa, e alcune parti di questa vengono recitate nelle festività locali dai Manaschi, specialisti della lettura e della recitazione dell'epica.

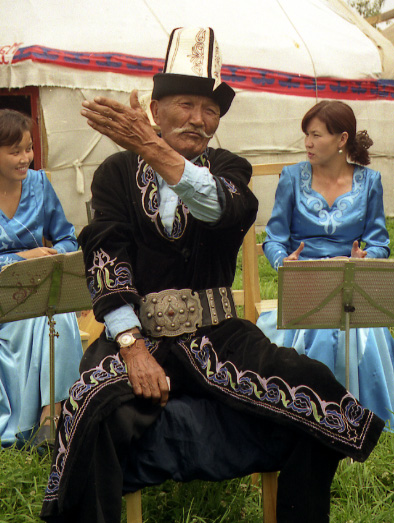
Un Manaschi, attore sacro, che recita una parte del poema.

Il poema fu ben accolto nei primi anni dell'Unione Sovietica. La prima traduzione in russo fu realizzata da L. M. Penkovsky e pubblicata nel 1939. Ma con l'ascesa di Stalin andò incontro a problemi di carattere ideologico, accusato da Zhdanov di "cosmopolitismo borghese". Il dibattito fu acceso all'interno della stessa società kirghisa, finché il poema fu infine accettato e nel 1985 fu eretta la prima statua a Manas.
A Manas nel 1979 è stato dedicato un asteroide.

## Traduzioni
Il poema è stato tradotto in uzbeko dal poeta Mirtemir.